# Parti Social Indépendent (België)
De Parti Social Indépendent was een extreemrechtse eenmanspartij in België, opgericht in 1962 door Albert L'Allemand en poujadistisch van stijl en inhoud.
De partij behaalde bij de parlementsverkiezingen van 26 maart 1961 0,9% van de stemmen. Daarmee veroverde  L'Allemand met 17.063 stemmen een kamerzetel voor de provincie Henegouwen in het arrondissement Bergen.

Nadien zocht men vergeefs toenadering tot de Liberale Partij.  Bij de verkiezingen van 1965 werd de enige zetel verloren.